# اریک آرنولد (بازیکن فوتبال)
اریک آرنولد (انگلیسی: Eric Arnold; ۱۳ سپتامبر ۱۹۲۲ – آوریل ۲۰۰۲ (۷۹−۸۰ سال)) بازیکن فوتبال اهل بریتانیا بود.
از باشگاه‌هایی که در آن بازی کرده‌است می‌توان به باشگاه فوتبال نوریچ سیتی اشاره کرد.